# 赤野光信
赤野光信（1945年1月7日—2010年4月6日），男，大和族，日本大阪市人，被辽宁省大连市中级人民法院以走私毒品罪判处死刑，被辽宁省高级人民法院驳回上诉，被中华人民共和国最高人民法院核准死刑，2010年4月6日被以注射方式执行死刑，成為自1972年中日建交以來，首名在中国被處決的日本公民。

## 案情
2006年9月20日，赤野光信和同案的石田育敬在大連機場被捕，赤野光信的行李藏有甲基苯丙胺1544.2克，石田育敬的行李中藏有甲基苯丙胺1008克。2008年，赤野光信一審被判死刑，2009年上訴被駁回。

## 备注
1. ↑  首名被中华人民共和国處決的日本公民是山口隆一